# Psittacula roseata
Psittacula roseata este o specie de papagal din familia Psittaculidae.

## Taxonomie
Specia este împărțită în două subspecii:
- Psittacula roseata juneae Biswas, 1951 (din sudul Myanmarului și Thailanda până în Laos, Cambodgia și Vietnam)
- Psittacula roseata roseata Biswas, 1951 (din nordul Indiei până în Bhutan, Bangladesh și nordul Myanmarului)

## Răspândire și habitat

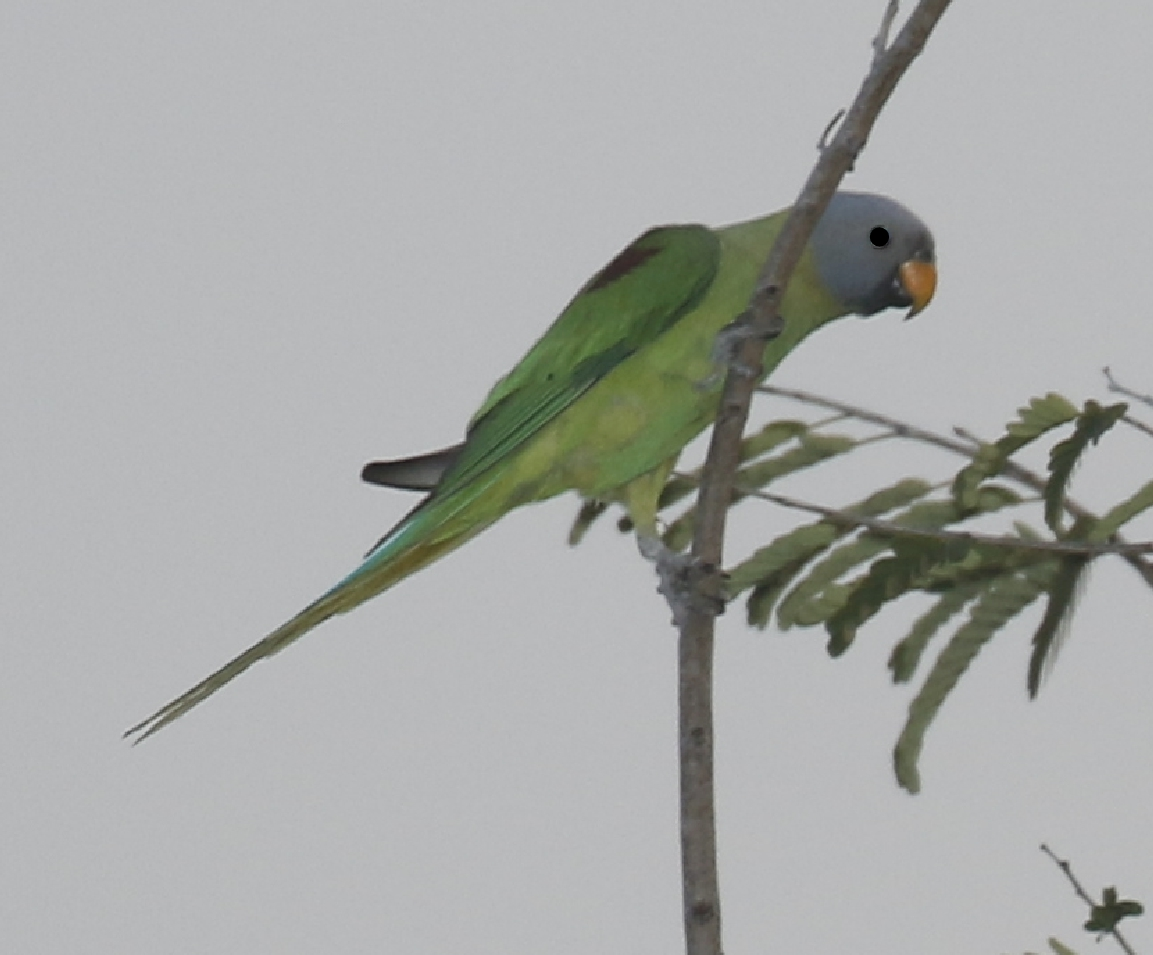
În apropiere de Inthanon Highland Resort - Thailanda

Această specie este rezidentă în Bangladeshul de Est, Bhutan, India de Nord-Est și Nepal, spre est în Asia de Sud-Est (Cambogia, Laos, Myanmar, Thailanda și Vietnam) și, de asemenea, China. Indivizii locuiesc în pădurile deschise și la marginea pădurilor din zonele joase și de la poalele dealurilor.

## Descriere

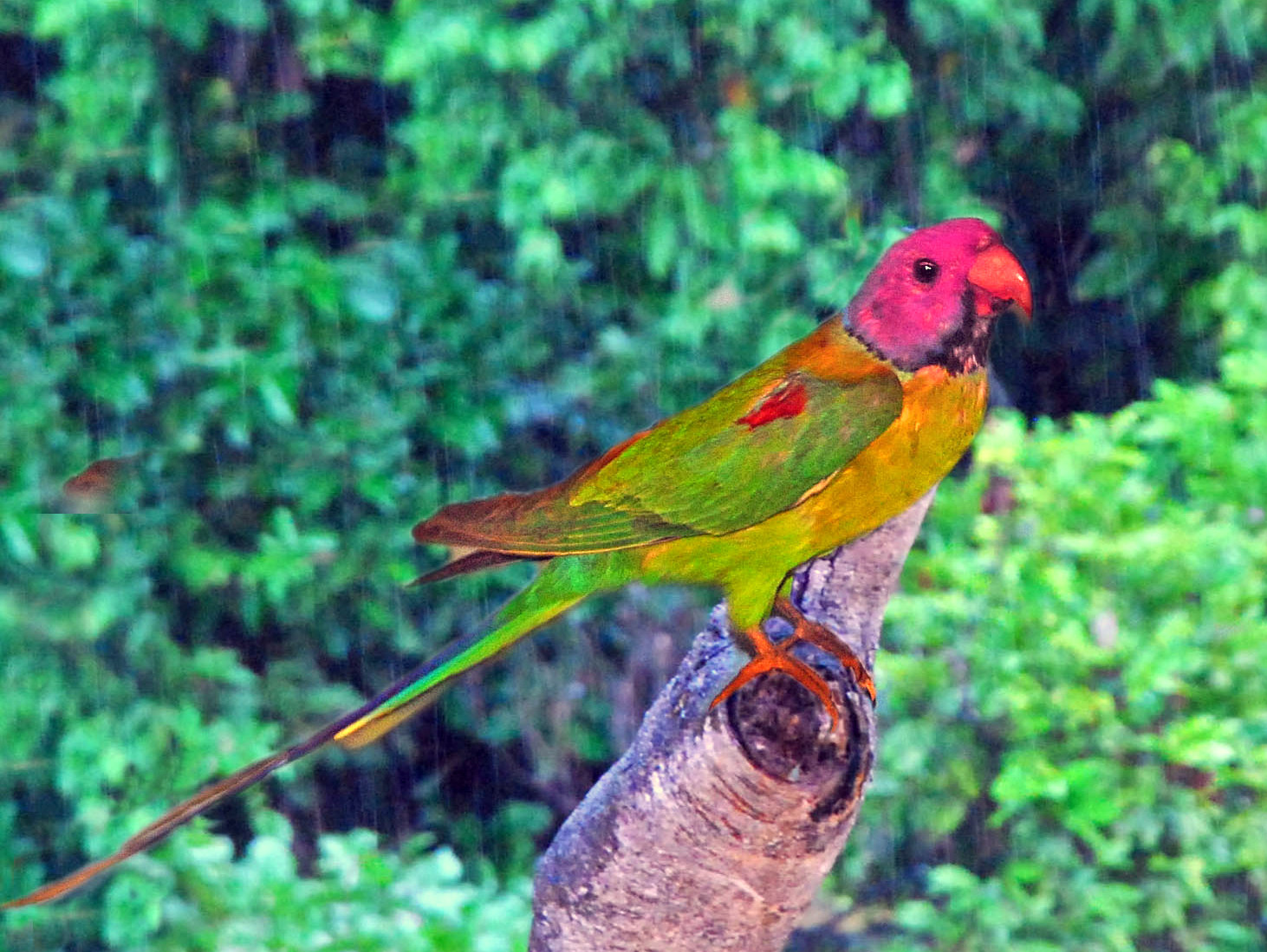
Psittacula roseata

Psittacula roseata este un papagal verde-deschis, de 30 cm lungime, cu o coadă de până la 18 cm. Capul masculului este roz, devenind albastru pal pe spatele coroanei, ceafă si obraji. Are un guler negru îngust în jurul gâtului și o dungă neagră pe bărbie. Are un petic roșu pe umăr, iar crupa și coada sunt verzi-albăstrui, cele din urmă având vârful galben. Mandibula superioară este galbenă, iar mandibula inferioară este închisă la culoare. Femela are capul cenușiu pal și nu are gulerul negru la gât și dunga pe bărbie. Mandibula inferioară este palidă. Păsările imature au capul verde și bărbia cenușie. Ambele mandibule sunt gălbui și nu există pete roșii pe umăr. Culoarea diferită a capului și vârful galben de la coadă deosebesc această specie de papagalul similar Psittacula cyanocephala⁠(d).

## Biologie
Specia cuibărește în găurile copacilor, depunând 4-5 ouă albe. Indivizii suferă mișcări locale, determinate în principal de disponibilitatea fructelor și florilor care le alcătuiesc dieta. Este o specie gregară și zgomotoasă, cu o gamă de apeluri zgomotoase.